# ویکتور روماننکوف
ویکتور روماننکوف (استونیایی: Viktor Romanenkov؛ زادهٔ ۲۹ سپتامبر ۱۹۹۳) اسکیت‌باز نمایشی اهل استونی است. وی در بازی‌های المپیک زمستانی ۲۰۱۴ شرکت کرده است.